# Odaxothrissa mento
Odaxothrissa mento är en fiskart som först beskrevs av Regan, 1917.  Odaxothrissa mento ingår i släktet Odaxothrissa och familjen sillfiskar. IUCN kategoriserar arten globalt som livskraftig. Inga underarter finns listade i Catalogue of Life.